# آب‌انبار چاه افضل
آب‌انبار چاه افضل مربوط به اواخر دوره صفوی است و در شهرستان اردکان، بخش مرکزی، روستای چاه افضل واقع شده و این اثر در تاریخ ۱ مهر ۱۳۸۲ با شمارهٔ ثبت ۱۰۴۳۱ به‌عنوان یکی از آثار ملی ایران به ثبت رسیده است.